# سانتا النا دی ائیرن
سانتا النا دی ائیرن (به اسپانیایی: Santa Elena de Uairén) یک منطقهٔ مسکونی در ونزوئلا است که در ایالت بولیوار واقع شده‌است. سانتا النا دی ائیرن ۲۹٬۷۹۵ نفر جمعیت دارد و ۹۰۰ متر بالاتر از سطح دریا واقع شده‌است.